# 洛瑟尔

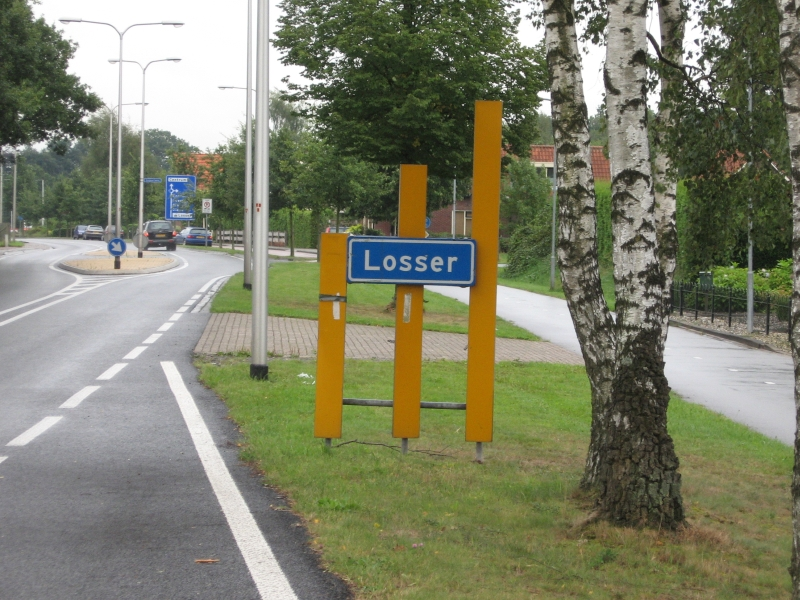
洛瑟爾

洛瑟尔（荷蘭語：Losser）是荷兰上艾瑟尔省东部的一个市镇，人口22，507。

## 地理
洛瑟尔位于上艾瑟尔省的东部，靠近德国边境，它的北方是名叫丁克兰的荷兰城市，西边是奥尔登扎尔和恩斯赫德，南边和东边分别是德国城市格罗瑙和巴特本特海姆。